# جعلتني مؤمنا
جعلتني مؤمنا هي أغنية لفرقة إماجن دراجونس من ألبوم التطور وقد صدرت عام 1 فبراير 2017 كأغنية منفردة من قبل شركة التسجيلات انترسكوب وكيديناكورنر، والتي قام بأدائها دان رينولدس. لقد نالت الأغنية نسبة عالية من المشاهدة على اليوتيوب حيث تخطت حاجز المليار مشاهدة.

## الإستقبال
لقد لاقت الأغنية نجاحا كبيرا في عام 2017. حيث نالت نسبة 2.8 مليار مشاهدة على اليوتيوب عام 2025.